# Ironside
 Ironside és una sèrie de televisió estatunidenca de 17 episodis de 90 minuts i 182 episodis de 50 minuts, creada per Collier Young i difosa entre el 28 de març de 1967 i el 16 de gener de 1975 a la xarxa NBC.

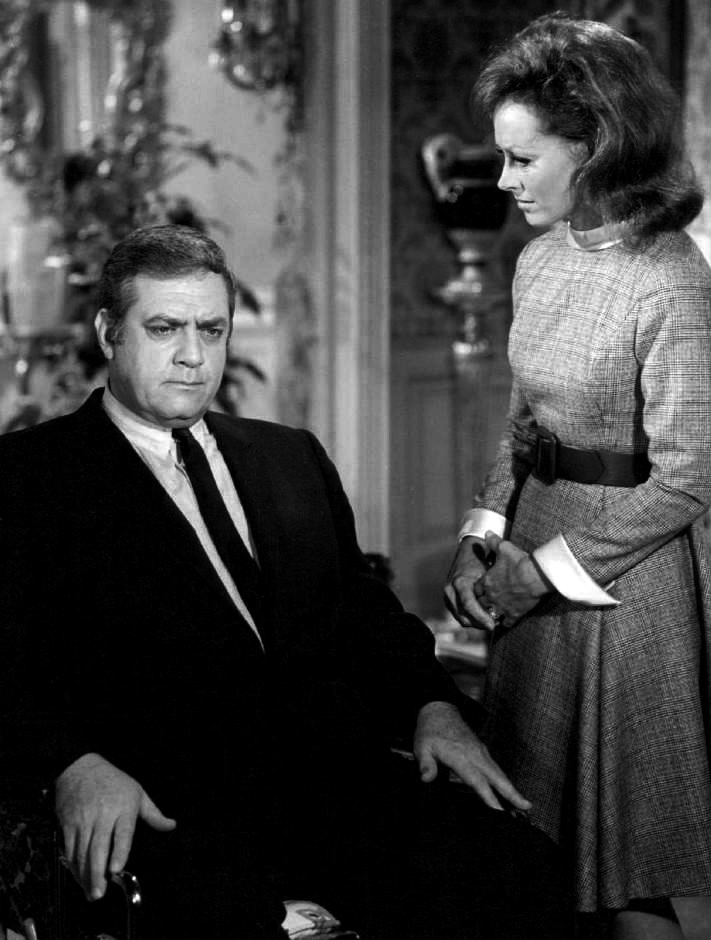
Raymond Burr en el paper d'Ironside

## Argument
Aquesta sèrie posa en escena Robert T. Ironside, temible policia que, després d'haver rebut un tret a la columna vertebral, es troba en una cadira de rodes, privat de l'ús de les seves cames. És envoltat d'un eficaç equip amb el qual continua portant les seves investigacions policíaques.

## Repartiment
- Raymond Burr: Robert T. Ironside
- Don Galloway: Ed Brown
- Don Mitchell: Mark Sanger
- Gene Lyons: Dennis Randall (1967-1974)
- Barbara Anderson: Eve Whitfield (1967-1971)
- Johnny Seven: Carl Reese (1970-1975)
- Elizabeth Baur: Fran Belding (1971-1975)
- Joan Pringle: Diana Sanger (1974-1975)
- Bruce Lee: Leon Soo

## Premis i nominacions
- Premi Emmy 1968: Millor actriu secundària per Barbara Anderson

## Comentaris
- Un episodi titulat La Tornada de l'Ironside, difós el 4 de maig de 1993, havia de suposar la tornada de la sèrie.
- El 1974 Raymond Burr va ser víctima d'una crisi cardíaca. Va marxar llavors a reposar a una illa del Pacífic. La societat de producció Universal Studios va imaginar concebre una sèrie al voltant de Ironside al paradís . Aquesta idea va ser ràpidament abandonada.[1]